# Bencongan
Bencongan is een bestuurslaag in het regentschap Tangerang van de provincie Banten, Indonesië. Bencongan telt 47.170 inwoners (volkstelling 2010).